# Морган, Аллен
Аллен Джером Морган (англ. Allen Jerome Morgan; 16 июля 1925, Сиэтл, Вашингтон — 12 сентября 2011, Сиэтл, Вашингтон) — американский гребной рулевой, выступавший за сборную США по академической гребле в конце 1940-х годов. Чемпион летних Олимпийских игр в Лондоне, победитель и призёр многих студенческих регат. Участник Второй мировой войны.

## Биография
Аллен Морган родился 16 июля 1925 года в Сиэтле, штат Вашингтон.
Во время Второй мировой войны служил в Военно-морских силах США, участвовал в боевых действиях на юге Тихого океана.
По окончании войны поступил в Вашингтонский университет в Сиэтле, где начал серьёзно заниматься академической греблей. Состоял в местной гребной команде «Вашингтон Хаскис», в качестве рулевого неоднократно принимал участие в различных студенческих регатах.
Наивысшего успеха в гребле на международном уровне добился в сезоне 1948 года, когда вошёл в основной состав американской национальной сборной и благодаря череде удачных выступлений удостоился права защищать честь страны на летних Олимпийских играх в Лондоне. В составе экипажа-четвёрки с рулевым в финале обошёл всех своих соперников, в том числе на три секунды опередил ближайших преследователей из Швейцарии, и тем самым завоевал золотую олимпийскую медаль. Это единственный раз в истории, когда американской рулевой четвёрке удалось выиграть Олимпийские игры (данная дисциплина входила в программу Игр в период 1900—1992 годов).
Морган окончил университет в 1950 году. За выдающиеся спортивные достижения в 1981 и 2003 годах дважды включался в Зал славы Вашингтонского университета.
Был женат, имел троих дочерей.
Умер от рака 12 сентября 2011 года в Сиэтле в возрасте 86 лет.